# Нива (женский футбольный клуб)
«Нива» (бел. Нива) — бывший белорусский женский футбольный клуб из города Гродно.
Команда была организована в 1985 году на базе колхоза «Беларусь» (Гродненский район) во главе с Романом Александровичем Николаевым (старший тренер). Первые игроки — Е. Плуготоренко, Р. Бурко (ранее занимавшиеся волейболом), Н. Богдан, О. Кутач, А. Малец, Т. Головкина (хоккей на траве), Л. Струкова (лёгкая атлетика) и др. В 1986 году команда заняла третье место на международном чемпионате в Вильнюсе. Потом уже как команда колхоза им. П. Денщикова Гродненского района (председатель Василий Афанасьевич Свирид) заняли второе место в отборочном турнире профсоюзных коллективов в Карелии. Тренером команды работал Иван Летяго. Играли на стадионе в деревне Луцковляны. «Нива» — участник всех Чемпионатов СССР. В 1989 году капитаном команды была Ольга Мешенкова.
Но по ходу чемпионата Беларуси 1992 года «Нива» (Гродно) стала финансовым банкротом.

## Чемпионаты СССР и Беларуси
| Чемпионат СССР по футболу среди женщин     |        |          |    |    |   |    |       |    |                  |       |
| 1989                                       | высший | 9        | 23 | 8  | 8 | 7  | 24-17 | 24 | не проводился    | [ 5 ] |
| 1990                                       | высший | 18       | 23 | 10 | 3 | 10 | 24-17 | 23 | не проводился    | [ 6 ] |
| 1991                                       | высший | 6 в зоне | 22 | 11 | 4 | 7  | 24-22 | 26 | 2 отборочный тур | [ 7 ] |
| Чемпионат Беларуси по футболу среди женщин |        |          |    |    |   |    |       |    |                  |       |
| 1992                                       | высший | 2        | 6  |    |   |    |       |    | не участвовала   | [ 8 ] |

## Известные игроки
Лариса Забалуева — по итогам сезона 1992 года входила в список «33 лучших футболистки чемпионата России»